# Belisario Domínguez
Belisario Domínguez (ur. 25 kwietnia 1863, zm. 7 października 1913) – meksykański lekarz i polityk, który jako senator (został nim w 1912) znany stał się z powodu wystąpień przeciwko dyktaturze generała Victoriano Huerty. Został zamordowany na polecenie Huerty. Bohater narodowy Meksyku. Jego imieniem nazwano m.in. miasto Comitan de Dominguez.
W 2009 roku z okazji stulecia rewolucji meksykańskiej Bank Meksyku wyemitował upamiętniającą go monetę okolicznościową o nominale 5 peso.